# Florence (Arizona)
Florence ist eine US-amerikanische Stadt in Arizona im Pinal County, dessen Verwaltungssitz (County Seat) sie ist. Sie hat 26.785 Einwohner (Stand: Volkszählung 2020) auf einer Fläche von 21,5 km².
Die Stadt liegt an den Arizona State Routes 79 und 287. Als Sehenswürdigkeit gilt das Gerichtsgebäude aus dem Jahr 1891, das älteste noch genutzte öffentliche Gebäude in Arizona. Auf Grund von Sparmaßnahmen musste damals auf die vorgesehene Uhr im Turm verzichtet werden. Stattdessen wurde eine Uhr aufgemalt, welche dauerhaft 11:44 Uhr anzeigt. Das Gebäude wird neben einer Reihe weiterer örtlicher Gebäude im National Register of Historic Places der Vereinigten Staaten gelistet. Im Zweiten Weltkrieg befand sich unweit der Stadt ein großes Gefangenenlager, das Camp Florence. In dem 1942/1943 errichteten Lager wurden zeitweilig über 13.000 Kriegsgefangene aus Deutschland und Italien festgehalten.
In Florence befindet sich auch das größte Gefängnis des Staates Arizona, das 1908 eröffnet wurde und heute Platz für fast 4000 Häftlinge hat.

## Söhne und Töchter der Stadt
- Gus Arriola (1917–2008), Comiczeichner
- Jo-Carroll Dennison (1923–2021), Schönheitskönigin, Miss America und Schauspielerin